# Brethesiella iceryae
Brethesiella iceryae är en stekelart som först beskrevs av Howard 1882.  Brethesiella iceryae ingår i släktet Brethesiella och familjen sköldlussteklar. Inga underarter finns listade.